# Бунимович, Леонид Абрамович
Леонид Абрамович Бунимович (англ. Leonid Bunimovich; род. 1947, Москва) — советский и американский математик, специалист по динамическим системам.
Занимается исследованиями в области эргодической теории, статистической механики, пространственно-временного хаоса, перемежаемости и когерентных структур в расширенных системах, геофизической гидродинамики, математической биологии, квантового хаоса, волн в неоднородных средах, решеточных газов, перколяции, предельных теорем для хаотических динамических систем, нейробиологии. Автор широко известных в математике концепций, называемых его именем — биллиард (стадион) и гриб Бунимовича. Доктор физико-математических наук (1985).

## Биография
Родился 1 августа 1947 года в Москве. Сын Абрама Исааковича Бунимовича (1917—1999), доктора физико-математических наук, профессора кафедры волновой и газовой динамики механико-математического факультета МГУ. Мать, Раиса Ефимовна Бунимович (1922—1986), работала учителем математики. Брат — поэт и педагог Евгений Бунимович, автор школьных учебников по математике.
Окончил Московский государственный университет в 1967 году, остался работать в нём и защитил кандидатскую диссертацию в 1973 году (руководитель Я. Г. Синай).
Работал в Институте психиатрии АМН СССР, Научно-исследовательском институте бумажной промышленности, Институте океанологии Академии наук СССР. Затем в Киеве в Институте теоретической физики АН УССР.
В 1985 году в Москве защитил докторскую диссертацию на тему «Исследование динамических систем с хаотическим поведением».
В 1989—1990 годах был приглашенным профессором в Курантовском институте математических наук (США) и Ратгерском университете (США). В 1990—1991 годах — профессор Билефельдского университета (Германия). С 1991 года — профессор в Технологическом институте Джорджии (США).

## Научная деятельность
Автор более ста тридцати научных работ в области математики и физики. Большая часть из них посвящена исследованию динамических систем, статистической механики, теории вероятностей и случайных процессов. В двадцать пять лет стал автором концепции динамического биллиарда, в настоящее время называемого билиллардом (в англоязычной традиции — стадионом) Бунимовича. У этой системы есть интересное свойство — если отправить биллиардные шары из очень близко расположенных точек, то траектории их движения быстро разойдутся. Позднее Леонид Бунимович разработал ещё одну концепцию, так называемого гриба Бунимовича, который также является динамической системой. Эти концепции применяются для исследований в математике и физике.

## Основные научные работы
- L. A. Bunimovich, «Absolute Focusing and Ergodicity of Billiards», Regul. Chaotic Dyn., 8:1 (2003), 15-28
- L. A. Bunimovich, «Рассеяние, дефокусировка и астигматизм», Mat. Pros., Ser. 3, 5 (2001), 106—124
- L. A. Bunimovich, D. Yu. Gupalo, A. G. Ostrovsky, L. I. Piterbarg, «On the estimation of parameters of nonlinear lattice models», Matem. Mod., 3:4 (1991), 48-56
- L. A. Bunimovich, Ya. G. Sinai, N. I. Chernov, «Statistical properties of two-dimensional hyperbolic billiards», Uspekhi Mat. Nauk, 46:4(280) (1991), 43-92 ; Russian Math. Surveys, 46:4 (1991), 47-106
- L. A. Bunimovich, Ya. G. Sinai, N. I. Chernov, «Markov partitions for two-dimensional hyperbolic billiards», Uspekhi Mat. Nauk, 45:3(273) (1990), 97-134 ; Russian Math. Surveys, 45:3 (1990), 105—152
- L. A. Bunimovich, «Ergodic theory of smooth dynamical systems. Chapter 8. Systems of hyperbolic type with singularities», Itogi Nauki i Tekhniki. Ser. Sovrem. Probl. Mat. Fund. Napr., 2 (1985), 173—204
- L. A. Bunimovich, «On ergodic properties of certain billiards», Funktsional. Anal. i Prilozhen., 8:3 (1974), 73-74 ; Funct. Anal. Appl., 8:3 (1974), 254—255
- L. A. Bunimovich, «On a class of special flows», Izv. Akad. Nauk SSSR Ser. Mat., 38:1 (1974), 213—227 ; Math. USSR-Izv., 8:1 (1974), 219—232
- L. A. Bunimovich, «On billiards close to dispersing», Mat. Sb. (N.S.), 94(136):1(5) (1974), 49-73 ; Math. USSR-Sb., 23:1 (1974), 45-67
- L. A. Bunimovich, «A central limit theorem for a class of billiards», Teor. Veroyatnost. i Primenen., 19:1 (1974), 63-83 ; Theory Probab. Appl., 19:1 (1974), 65-85
- L. A. Bunimovich, «On the ergodic properties of billiards close to scattering ones», Dokl. Akad. Nauk SSSR, 211:5 (1973), 1024—1026
- L. A. Bunimovich, «Inclusion of Bernoulli shifts in certain special flows», Uspekhi Mat. Nauk, 28:3(171) (1973), 171—172
- L. A. Bunimovich, Ya. G. Sinai, «On a fundamental theorem in the theory of dispersing billiards», Mat. Sb. (N.S.), 90(132):3 (1973), 415—431 ; Math. USSR-Sb., 19:3 (1973), 407—423
- L. A. Bunimovich, «The central limit theorem for dispersing billiards», Dokl. Akad. Nauk SSSR, 204:4 (1972), 778—781
- L. A. Bunimovich, «A transformation of the circle», Mat. Zametki, 8:2 (1970), 205—216 ; Math. Notes, 8:2 (1970), 587—592
- D. V. Anosov, V. S. Afraimovich, L. A. Bunimovich, S. V. Gonchenko, V. Z. Grines, Yu. S. Ilyashenko, A. B. Katok, S. A. Kashchenko, V. V. Kozlov, L. M. Lerman, A. D. Morozov, A. I. Neishtadt, Ya. B. Pesin, A. M. Samoilenko, Ya. G. Sinai, D. V. Treschev, D. V. Turaev, A. N. Sharkovskii, A. L. Shil’nikov, «Leonid Pavlovich Shil’nikov (obituary)», Uspekhi Mat. Nauk, 67:3(405) (2012), 175—178; Russian Math. Surveys, 67:3 (2012), 573—577
- V. S. Afraimovich, L. A. Bunimovich, S. V. Moreno, «Dynamical networks: continuous time and general discrete time models», Regul. Chaotic Dyn., 15:2-3 (2010), 127—145
- L. A. Bunimovich, «Criterion of Absolute Focusing for Focusing Component of Billiards», Regul. Chaotic Dyn., 14:1 (2009), 42-48
- S. P. Novikov, L. A. Bunimovich, A. M. Vershik, B. M. Gurevich, E. I. Dinaburg, G. A. Margulis, V. I. Oseledets, S. A. Pirogov, K. M. Khanin, N. N. Chentsova, «Yakov Grigor’evich Sinai (on his sixtieth birthday)», Uspekhi Mat. Nauk, 51:4(310) (1996), 179—191 mathscinet; Russian Math. Surveys, 51:4 (1996), 765—778
- N. V. Krylov, M. V. Safonov, V. P. Maslov, L. A. Bunimovich, Ya. G. Sinai, S. M. Kozlov, V. E. Zakharov, A. G. Aslanyan, D. G. Vasil’ev, V. B. Lidskii, R. I. Nigmatulin, V. M. Petkov, «Sessions of the Petrovskii Seminar on differential equations and problems of mathematical physics», Uspekhi Mat. Nauk, 35:2(212) (1980), 251—256